# Rückenberg
Der Rückenberg (polnisch Góra Żarska) ist mit 226,9 Metern die höchste Erhebung in der Woiwodschaft Lebus.
Er war die höchste Erhebung der von 1815 bis 1947 bestehenden Provinz Brandenburg. Der Rückenberg befindet sich auf dem Gebiet der Gemeinde Żary (Gemeinde Sorau). Auf dem mit Buchen bewachsenen Berg steht ein Rest eines nie vollendeten Bismarckturms.